# Лубенец (Коропский район)
Лубенец (укр. Лубенець) — село в Коропском районе Черниговской области Украины. Население — 110 человек.
Код КОАТУУ: 7422280503. Почтовый индекс: 16261. Телефонный код: +380 4656.

## Власть
Орган местного самоуправления — Атюшевский сельский совет. Почтовый адрес: 16261, Черниговская обл., Коропский р-н, с. Атюша, ул. Молодёжная, 6.